# Bill Mason
Pour les articles homonymes, voir Mason.
Bill Mason (né au Manitoba, Canada en 1929 sous le nom de William Clifford Mason, mort du cancer le 29 octobre 1988) est un canoteur, un auteur et un cinéaste canadien principalement reconnu pour ses ouvrages sur le canot et la protection de l'environnement.
Il a étudié à l'école d'art de l'Université du Manitoba en 1951. Il a développé et raffiné les coups de pagaies et les techniques de descente de rivières, particulièrement pour les situations complexes en eaux-vives. Il a canoté toute sa vie, parcourant de vastes étendues sauvages du Canada et des États-Unis.

## Canotage
Bill Mason est considéré par certains comme le "Saint patron du canotage". Pour plusieurs pagayeurs canadiens et américains, ses films et ses livres ont été le point de départ de l'apprentissage des techniques de canot. D'une certaine façon, Bill, sa femme Joyce, son fils Paul et sa fille Becky sont les visages du canot au Canada.
Il a utilisé une variété de canots de la compagnie Chestnut, mais son favori était sans contredit un Prospecteur rouge de Chestnut, un canot de 16 pieds en cèdre entoilé qu'il disait être le canot le plus polyvalent jamais fait, malgré la popularité de canots plus modernes et plus durables. Après sa mort, son canot a été donné au Musée canadien du canot situé à Peterborough en Ontario, où il est exposé. Sa femme Joyce et ses enfants Paul et Becky ont participé à plusieurs de ses expéditions, de ses films et de ses livres et ont continué à écrire après sa mort sur le canot et l'environnement.
Bill Mason maîtrisait autant l'art du canot solo que celui du canot duo, et était aussi un grand adepte du canot-camping. C'est pourquoi il a développé plusieurs techniques de descentes de rapides avec des canots lourdement chargés, dont celle du bac arrière qui consiste à se déplacer perpendiculairement au courant en angulant son canot et en propulsant vers l'arrière.

## Ses œuvres

### Livres
- L'aviron qui nous mène
- Le chant des loups

### Films
- Quetico (1958)
- Wilderness Treasure (1962)
- The Voyageurs (1964)
- Vogue-à-la-mer (en) (1966)
- The Rise and Fall of the Great Lakes (en) (1968)
- Blake (en) (1969)
- La fin d'un mythe (en)(1971)
- Le chant de la forêt (en) (1972)
- Goldwood (1974)
- À la recherche de la baleine franche (1974)
- Wolf Pack (1974)
- Face of the Earth (1975)
- L'aviron qui nous mène (série de films sur l'apprentissage du canot) (1977)
- Song of the Paddle (1978)
- Coming Back Alive (1980)
- Pukaskwa National Park (1983)
- The Land that Devours Ships (1984)
- Waterwalker (en) (1984)